# Lire en Poche
Lire en Poche est un salon français annuel consacré au livre de poche. Ouvert à tout public et gratuit, ce salon annuel spécialisé a lieu chaque année au début du mois d'octobre à Gradignan, en Gironde dans l'agglomération de Bordeaux.
En amont du salon, l'opération Poches voyageurs diffuse le livre de poche sur toute la commune, et tout au long de l'année, le magazine en ligne Lire en Poche, le Mag diffuse l'actualité du format poche.

## Historique
Lire en Poche a été est le premier salon du livre en France dont la particularité est d'être consacré aux livres au format poche. La première édition s'est déroulée en 2005. Elle est organisée à l'origine pour accompagner la future médiathèque de la ville. C'est le thème du livre de poche qui est retenu car il est à la fois une transversalité culturelle et original par son concept,. Jean-Luc Furette en est l'initiateur et le commissaire général. Il le restera jusqu'à la septième édition en 2011. La manifestation fait alors 10 000 entrées.
En 2006, le salon accueille plus de 12 000 visiteurs au théâtre des Quatre-Saisons. Plus de cinquante auteurs y sont invités.
L'édition 2007, qui se déroule les 5, 6 et 7 octobre, est placée sous le signe du cinéma et de l'Espagne et s'étend sur 2 500 m2. Une cinquantaine d'auteurs y sont attendus. C'est à ce moment-là le seul salon en France dédié au livre au petit format.
L'année suivante, le quatrième salon du livre au format de poche a lieu les 3, 4 et 5 octobre 2008 au théâtre des Quatre Saisons de Gradignan, sur deux espaces : P'tit Poche pour les enfants et Grand Poche pour les adultes. Unique salon du livre de poche en France, il devient une référence régionale, voire nationale.
En 2009, la cinquième édition du salon du livre de poche de Gradignan se déroule début octobre avec plusieurs nouveautés : création de trois prix littéraires poche, d'un café littéraire et d'une programmation de spectacles vivants en lien avec le livre. La municipalité développe ensuite des actions de proximité tout au long de l'année. Cette même année un second salon dédié au format poche, Saint-Maur en poche, voit le jour dans le Val-de-Marne à Saint-Maur-des-Fossés,.
La sixième édition du salon littéraire se déroule du 1er au 3 octobre 2010, avec notamment pour partenaire Le Magazine littéraire. Jonathan Coe et Jean Vautrin en sont les invités d'honneur.
L'année suivante, le salon a lieu du 30 septembre au 2 octobre 2011 au parc de Mandavit avec pour thème « Partir… », une invitation à tous les voyages. Olivier Barrot en est le président d'honneur. La manifestation accueille 120 auteurs, des libraires régionaux et des représentants des métiers du livre, et réunit alors entre 8 000 et 10 000 personnes sur trois jours,. 
En septembre 2012, les éditeurs d'ouvrages en format de poche sont très présents sur le mois de la rentrée littéraire. L'année précédente, le poche représentait 114 millions d'exemplaires vendus. En octobre, c'est la huitième édition de Lire en Poche. Lionel Destremau succède à Jean-Luc Furette. La thématique de l'édition est « Au cœur des villes ». Une centaine d'auteurs sont présents, et tous les secteurs de l'édition de poche sont représentés : roman, sciences humaines, tourisme, jeunesse, etc. La manifestation propose aussi des spectacles de théâtre, des expositions, de la musique, ainsi que des rencontres d'auteurs dans les écoles et des conférences à l'université, des rencontres à Sciences Po Bordeaux et à l'école nationale d'architecture et de paysage de Bordeaux. Près de 1 200 élèves participent aux diverses animations,,.
L'année suivante le salon reçoit une centaine d'auteurs, français et étrangers, ainsi que des professionnels du livre de poche, répartis sur 1 500 m2. Le parrain de l'édition est l'écrivain Olivier Adam. Plusieurs activités sont proposées : conférences, lectures, animations, expositions, ateliers, ainsi que de la musique, du théâtre et de la danse. La manifestation accueille 20 000 visiteurs. Le livre de poche représente alors 27 % des ventes annuelles de livres en France.
En 2014, dixième édition, la manifestation littéraire accueille quelque 23 000 visiteurs, et demeure une référence des salons du genre. La marraine de l'édition est la romancière Véronique Ovaldé. En avant-première du festival, une conférence est organisée à l'université de Bordeaux sur le thème prospectives et rétrospectives.
Portée par de nombreux bénévoles, l'édition suivante se déroule du 9 au 11 octobre 2015, et est parrainée par l'auteur et scénariste Caryl Férey. La manifestation se prolonge le 5 novembre avec une journée d'étude organisée à Sciences Po Bordeaux. Les organisateurs annoncent une fréquentation de près de 24 000 personnes.
La 12e édition, parrainée par l'auteur-illustrateur PEF, a retenu le thème « Amour et Haine ». Le salon littéraire se déroule durant trois jours les 7, 8 et 9 octobre 2016 au parc de Mandavit, dans le théâtre des Quatre Saisons et à la médiathèque Jean-Vautrin. Une centaine d'auteurs y sont présents.
En 2017, 100 auteurs de tous les genres littéraires participent au salon parrainé par l'écrivain américain Harlan Coben, qui se déroule du 6 au 8 octobre.
L'édition 2018 du salon de la rentrée littéraire au format poche, parrainée par la femme de lettres Maylis de Kerangal, accueille plus de 100 auteurs et près de 27 000 visiteurs.
Répartis en quatre parties, littérature générale, littérature étrangère et jeunesse, la quinzième édition a lieu du 11 au 13 octobre 2019 au théâtre des Quatre Saisons et à la médiathèque Jean-Vautrin de Gradignan, en présence d'une centaine d'auteurs dont Pete Fromm, Dmitry Glukhovsky et Jonathan Coe. Organisée par les librairies indépendantes de la région de Nouvelle-Aquitaine, elle est parrainée par l'académicien Jean-Christophe Rufin. La manifestation reçoit à nouveau environ 27 000 lecteurs,,.
L'année suivante, la pandémie de Covid-19 oblige les organisateurs à adapter la manifestation, réduisant sa programmation. Des rencontres sont néanmoins organisées dans plusieurs lieux à Bordeaux, Villenave, Pessac, Talence, Léognan et Gradignan,.
Le 17e salon du livre de Gradignan se tient du 8 au 10 octobre 2021, au parc de Mandavit, en présence d'une centaine d'auteurs dont Philippe Jaenada, Marie Nimier, Sorj Chalandon, etc. L'édition est parrainée par l'auteur de romans et de bandes dessinées Jean Teulé,,.

## Concept

### Les thématiques
Lire en poche est construit chaque année autour d'un thème. À partir de ce thème sont réunis éditeurs, auteurs, illustrateurs et intervenants. Le salon propose à ses visiteurs des livres au format poche dans tous les domaines : littérature générale, littérature jeunesse, essais, livres pratiques, guides, etc. Des libraires indépendants d'Aquitaine, la plupart appartenant à l'association des Librairies Atlantiques, centrent leur offre sur le thème de l'année. Les plus grands éditeurs poche généralistes, ainsi que certaines maisons plus spécialisées, sont invités à se retrouver lors de cette manifestation.
- 2005 : Le Roman (thématique Le Roman, et pays invité l'Angleterre)[41] ;
- 2006 : Destination Aventure (thématique Cap sur l'aventure, et pays invité l'Allemagne)[41] ;
- 2007 : Petit format, grand écran[1] (thématique Petit format, grand écran, et pays invité l'Espagne)[41] ;
- 2008 : Les héros se livrent[41] ;
- 2009 : Littératures du monde[41] ;
- 2010 : Littérature et Histoire, quelles confrontations[41] ;
- 2011 : Partir..., une invitation à tous les voyages[3] ;
- 2012 : Au cœur des villes[17] ;
- 2013 : Les Variations du temps[22],[21] ;
- 2014 : 10 ans, édition anniversaire[2] ;
- 2015 : Frontières et horizons[41] ;
- 2016 : Amour et Haine[29].
- 2017 : Pouvoirs de l'imagination[41].
- 2018 : Les émotions fortes[41].
- 2019 : Cultiver la liberté[33].
- 2020 : Du rire aux larmes (édition très réduite pour cause de pandémie).
- 2021 : Goût de lire, soif d'écrire.
- 2022 : Un autre monde[42].
- 2023 : Intrigantes intrigues[41].
- 2024 : Exils[43].

Dans un esprit de transversalité des domaines de la culture, le salon propose des spectacles de théâtre, des expositions, des rencontres et des conférences, des moments musicaux, des jeux et des ateliers (lecture, écriture et illustration) pour la jeunesse.

### Les auteurs
Parmi les auteurs accueillis à Lire en Poche :
- En 2005, Olivier Barrot (prix Richelieu 2009), Philippe Cougrand (prix littéraire d'Aquitaine 2007), Philippe Delerm, Jean-Marie Laclavetine (prix Goncourt des lycéens 1999), Hervé Le Corre (grand prix de littérature policière 2009), Alain Paraillous, Philippe Sollers, Fred Vargas (prix des Libraires 2002)[41] ;
- En 2007, Jean Vautrin (prix Goncourt 1986), Florian Zeller (prix Interallié 2004) et Anne-Marie Garat (prix Femina 1992)[5] ;
- En 2012, Alain Mabanckou (prix Renaudot 2006), Claudie Gallay, Arno Bertina (pensionnaire de la Villa Médicis à Rome en 2004-2005), Jean-Marie Blas de Roblès (lauréat du prix Médicis en 2008) et Robert McLiam Wilson[17] ;
- En 2015, Florence Aubenas, Jean-Marie Blas de Roblès, Olivier Bessard-Banquy[23] ;
- En 2016, Marc Lévy, Gilles Kepel, Philippe Delerm, Lionel Duroy, Valentine Goby, Philippe Besson, R. J. Ellory, Véronique Ovaldé[30] ;
- En 2017, Harlan Coben, l'Ukrainien Andreï Kourkov, les Anglais Lee Child, Peter F. Hamilton, le Néo-Zélandais Paul Cleave, la Vietnamienne Kim Thuy, l'Espagnol Jose Carlos Somoza, et Sébastien Gendron, etc[32].
- En 2018, Négar Djavadi, Santiago Gamboa, Marie-Aude Murail, Christophe Guillaumot, Karine Giebel, Aurélie Valognes, Raphaëlle Giordano, Virginie Grimaldi, Sophie Jomain, Carène Ponte[44].
- En 2019, Jonathan Coe[45], Jean-Christophe Rufin, Michel Bussi, Pete Fromm, Laurent Gaudé, Agnès Martin-Lugand, Katherine Pancol, Catherine Poulain, Sylvain Tesson, Susie Morgenstern, etc.
- Ainsi que Russell Banks, Jonathan Coe, Deon Meyer, Katarina Mazetti, Leonardo Padura, Jake Lamar, Jerome Charyn, R. J. Ellory, Andreï Kourkov, Anne Perry, Douglas Kennedy, Pierre Bordage, David Foenkinos, Irène Frain, Anne-Marie Garat, Daniel Pennac, Tatiana de Rosnay, Jean Teulé, Franck Thilliez, Véronique Ovaldé, Maylis de Kerangal, Jean Rolin, Arnaud Cathrine, Jeanne Benameur, Mathias Énard, Yasmina Reza, Jean-Christophe Rufin, Fabrice Colin, Thierry Dedieu, Béatrice Fontanel, Yaël Hassan, Lorris Murail, Craig Johnson, Olivier Truc.

### Les prix littéraires
Trois prix littéraires sont créés en 2009, qui sont remis lors du salon :
- Lire en Poche de littérature française, décerné par un jury de lecteurs de la médiathèque Jean-Vautrin de Gradignan ;
- Lire en Poche de littérature traduite, décerné par un jury de libraires participants au salon, prix récompensant le traducteur littéraire ;
- Lire en Poche de littérature jeunesse, décerné par des comités de lecture d'élèves de classes de CM1, CM2 et 6e de Gradignan.

En 2012, un quatrième prix voit le jour, le prix du polar Sud Ouest - Lire en Poche, attribué par un vote des lecteurs du journal Sud Ouest,.
Palmarès :
- Le prix de littérature française est décerné en 2009 à Jean-Paul Kauffmann pour La Maison du retour (Éditions Gallimard, collection Folio), en 2010 à Laurent Mauvignier pour Dans la foule (Les Éditions de Minuit, collection Double), en 2011 à Emmanuel Carrère pour D'autres vies que la mienne (Gallimard, coll. Folio), en 2012 à Lionel Salaün pour Le Retour de Jim Lamar (Éditions Liana Levi, collection Piccolo), en 2013 à Virginie Ollagnier pour Rouge Argile (Éditions Liana Levi, coll. Piccolo), en 2014 à Charlie Galibert pour Sistac (Éditions Phébus, Libretto), en 2015 à Wajdi Mouawad pour Anima (Actes Sud, collection Babel), en 2016 à André Bucher pour Déneiger le ciel (Sabine Wespieser éditeur, SW Poche)[48], en 2017 à Didier Castino pour Après le silence (Liana Levi, Piccolo), en 2018 à Négar Djavadi pour Désorientale (Liana Levi, Piccolo), en 2019 à Emmanuelle Favier pour Le Courage qu’il faut aux rivières (Le Livre de Poche), en 2020 à Sophie Divry pour Trois fois la fin du monde (J’ai lu) et en 2021 à Éric Plamondon pour Oyana (Le Livre de Poche)[49].
- Le prix de littérature traduite est décerné en 2009 à Istanbul de Orhan Pamuk (traduit du turc par Savas Demirel, Valérie Gay-Aksoy et Jean-François Pérouse, chez Gallimard coll. Folio), en 2010 à Sur la plage de Chesil de Ian McEwan (traduit de l'anglais par France Camus-Pichon, chez Gallimard coll. Folio), en 2011 à La Fille du fossoyeur de Joyce Carol Oates (traduit de l'américain par Claude Seban, aux Éditions Points), en 2012 à Le Jour avant le bonheur de Erri de Luca (traduit de l'italien par Danièle Valin, chez Gallimard coll. Folio), en 2013 à Les Oreilles de Buster de Maria Ernestam (traduit du suédois par Esther Sermage, chez Actes Sud coll. Babel), en 2014 à Le Sillage de l'oubli de Bruce Machart (traduit de l'américain par Marc Amfreville, aux Éditions Gallmeister collection Totem), en 2015 à Esprit d'hiver de Laura Kasishke (traduit de l'américain par Aurélie Tronchet, chez Le Livre de poche), en 2016 à Les Lois de la frontière de Javier Cercas (traduit de l'espagnol par Elisabeth Beyer et Aleksandar Grujicic, chez Actes Sud coll. Babel)[50], en 2017 à Dominique Letellier pour la traduction du roman en anglais Miniaturiste de Jessie Burton, en 2018 à François Gaudry pour la traduction du roman en espagnol (Colombie) Nécropolis 1209 de Santiago Gamboa, en 2019 à Madeleine Nasanik pour la traduction de l'anglais Écoute la ville tomber de Kate Tempest, en 2020 à Sophie Aslanidès pour la traduction du roman en anglais (Irlande) Les Fureurs invisibles du cœur de John Boyne et en 2021 à Laura Brignon (et les éditions Anacharsis) pour la traduction du roman en italien Le Chien, la neige, un pied de Claudio Morandini[49].
- Le prix de littérature jeunesse est décerné en 2009 à Yaël Hassan pour Sacré Victor ! (Magnard, Tipik Cadet), en 2010 à Anne-Marie Desplat-Duc pour Les Colombes du Roi Soleil (Flammarion, collection Castor Poche), en 2011 à Pascal Coatanlem pour Korrigan Blues (Éditions Oskar), en 2012 à Jean-Luc Luciani pour Bellevue-sur-Mer (Flammarion, coll. Castor poche), en 2013 à Hélène Montardre pour Le Fantôme à la main rouge (Nathan, Poche), en 2014 à Sophie Rigal-Goulard pour Au secours ! Mon frère est un ado (Rageot, collection Rageot romans), en 2015 à Nadia Coste pour Ascenseur pour le Futur (Syros, Les Mini Syros), en 2016 à Éric Sanvoisin pour Ma petite sœur d'occasion (Nathan, Poche)[51], en 2017 à N. M. Zimmermann pour Vampire ça craint (grave) (PKJ), en 2018 à Marie-Aude Murail pour L'oncle Giorgio (Bayard, J'aime Lire), en 2019 à Myriam Gallot pour Ma gorille et moi (Syros), en 2020 à Emmanuel Bourdier pour Etoile filante (Nathan) et en 2021 à Nathalie Somers pour Moqueuse (Milan)[49].
- Le prix du polar Sud Ouest / Lire en Poche est décerné en 2012, année de création du prix, à Aurélien Molas pour La Onzième plaie (Le Livre de Poche), en 2013 à Odile Bouhier pour Le sang des Bistanclaques (10/18, collection Grands détectives), en 2014 à Dominique Forma pour Hollywood Zero (Payot & Rivages, collection Rivages/Noir), en 2015 à Pascal Dessaint pour Le bal des frelons (Payot & Rivages, coll. Rivages/Noir), en 2016 à Franck Bouysse pour Grossir le ciel (Le Livre de Poche)[52], en 2017 à Niko Tackian, en 2018 à Christophe Guillaumot, en 2019 à Benoît Séverac, en 2020 à Jérôme Loubry et en 2021 à Patrice Gain[49].

## Autres animations
Gradignan, en association avec les éditeurs de poche, met en place, dès 2005, en amont du salon, une opération de mise à disposition des livres dans plusieurs lieux de la ville. À partir de 2012, d'autres animations se développent : un quatrième prix littéraire créé en partenariat avec le journal Sud Ouest, des animations tout au long de l'année, une partie du site web consacrée à l'actualité du poche, etc.

### Poches voyageurs

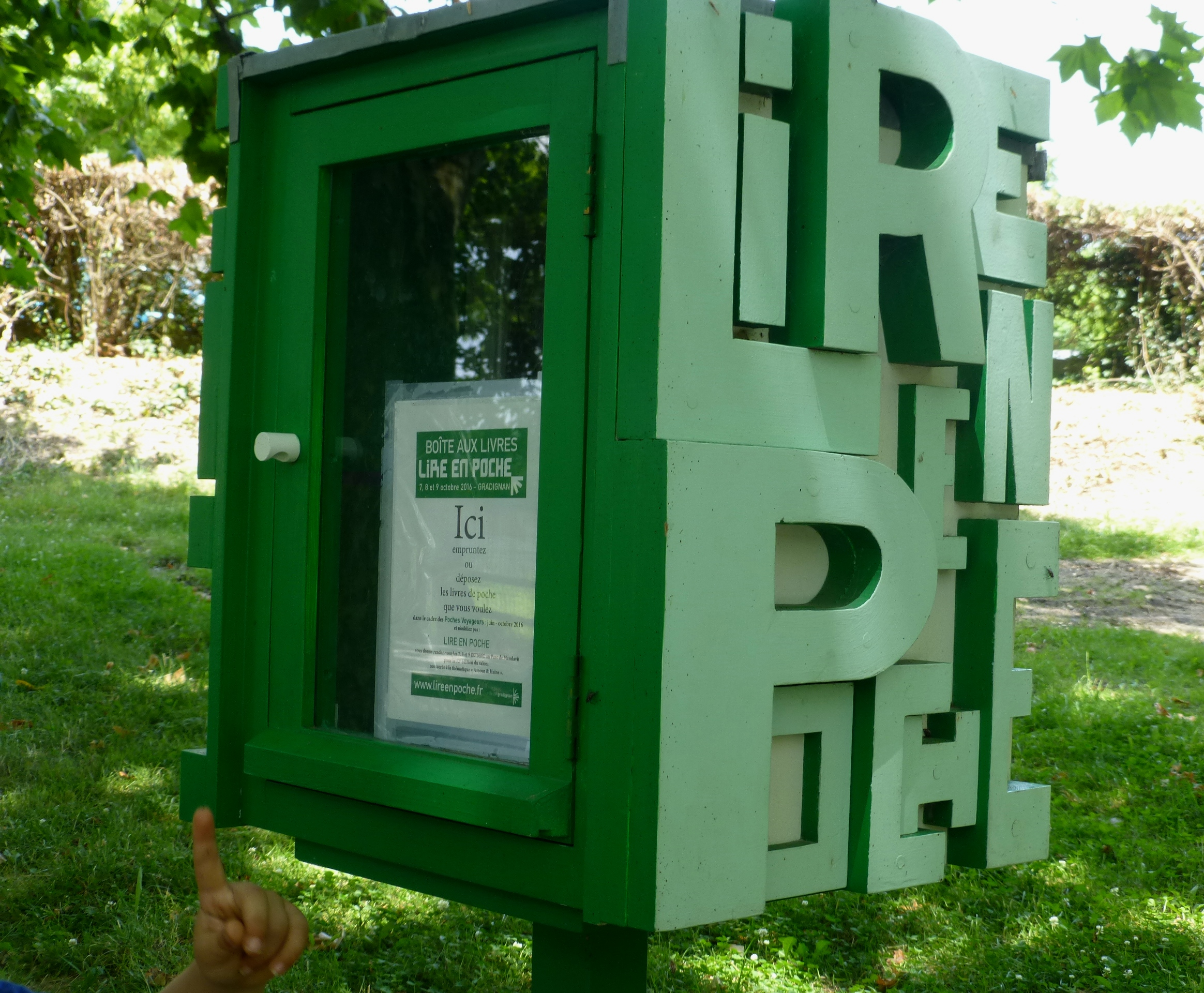
Boite à livres dans le parc du Moulineau.

Chaque année de juin à septembre se déroule une opération de pollinisation des livres dans des lieux du quotidien, les commerces et salles d'attente des professions libérales ou équipements publics de Gradignan ; en tout, une soixantaine de points relais. L'opération Poches voyageurs met gratuitement à disposition de tous les lecteurs des ouvrages de poche (littérature générale, sciences humaines et littérature jeunesse) : des livres en libre accès, que les lecteurs peuvent emprunter, annoter, prêter, puis déposer dans un autre lieu partenaire de l'opération,,.
À partir de 2011, l'opération s'étend également au campus de l'Université de Bordeaux III ainsi qu'à Sciences Po Bordeaux.

### Journée professionnelle
Une journée professionnelle dédiée au livre de poche est organisée,. Elle réunit des professionnels de l'édition dans des domaines variés (éditorial, fabrication, graphisme et création artistique, commercial, diffusion, marketing, relations presse) tout en interrogeant l'avenir de ce secteur éditorial face à l'émergence de l'édition numérique. La librairie est aussi mise à l'honneur, avec un accent mis sur la participation des libraires lors de rencontres dédiées.

### Lire en Poche, le Mag
En 2013 le site internet de Lire en Poche se dédouble avec une partie dédiée au salon et une autre à un magazine en ligne. Lire en Poche, le Mag traite de l'édition du poche en France avec plusieurs rubriques, dont,, : 
- Vient de paraître : critiques de livres récemment parus ou à paraître, en poche ;
- Brèves : l'actualité du poche, de l'édition de poche ;
- Coups de cœur des invités ;
- Collections : un annuaire recensant les maisons d'édition publiant des livres au format poche, un moteur de recherches dédié.

Après chaque édition du salon, Lire en Poche, le Mag prend le pas sur la partie consacrée à la manifestation, puis en juin, Lire en Poche, le salon devient la section principale du site et s'étoffe au fur et à mesure de l'approche de la manifestation.

## Fonctionnement
Le salon Lire en Poche est organisé par la ville de Gradignan. Jean-Luc Furette en est le commissaire général, de sa création en 2005 jusqu'en 2011. Lionel Destremau lui succède en 2012.
Son budget est en 2014 de 350 000 €, financé par le Centre national du livre, les collectivités territoriales, dont la communauté urbaine de Bordeaux, les fonds propres de la commune et les libraires participants. 48 000 € proviennent de mécénat, géré par un fonds de dotation qui reçoit et gère les dons de mécénat pour soutenir le salon, et qui a été créé sous la forme d'une personne morale de droit privé à but non lucratif.
La manifestation est soutenue par plusieurs partenaires. En 2016, ce sont des partenaires institutionnels, des partenaires privés via le fonds de dotation, des partenaires médias qui relaient la communication ainsi que des éditeurs qui aident dans la construction de la programmation et fournissent gracieusement des livres pour l'opération Poches voyageurs.